# Air Vietnam
Activo desde 1951 hasta 1975, Air Viet Nam (Air VN) (Vietnamese) fue la primera aerolínea comercial de Vietnam del Sur, con sede en Saigón (ahora Ho Chi Minh).  Fundada por el jefe de Estado Bảo Đại, la aerolínea transportó a más de 2 millones de pasajeros durante la guerra de Vietnam, hasta su cierre en 1975 después la caída de Saigón .

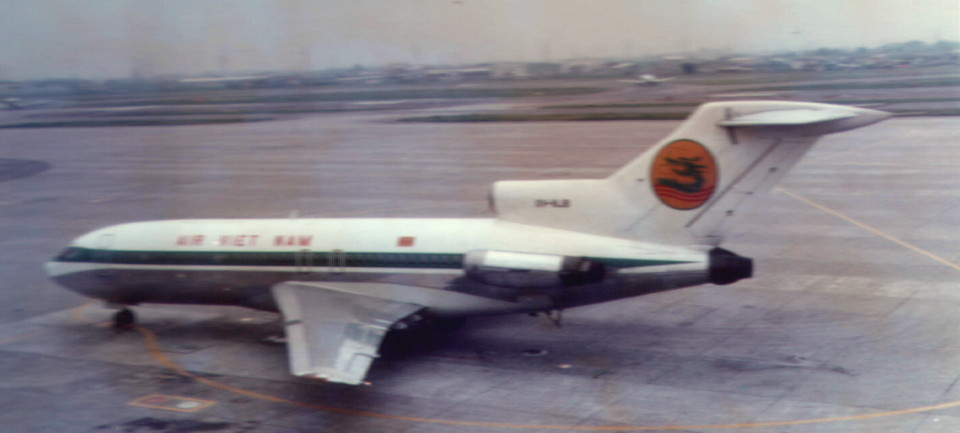
Boeing 727-100 en 1971

## Código compartido
Según un calendario de 1969, Air Vietnam compartió código con las siguientes aerolíneas:
- Qantas[2]
- Royal Air Cambodge[2]
- Air France[2]
- Union de Transports Aériens[2]
- Air India[2]
- Japan Air Lines[2]
- Cathay Pacific
- KLM Royal Dutch Airlines[2]
- China Air Lines[2]
- Pan Am[2]
- Northwest Orient Airlines[3]
- British Overseas Airways Corporation[2]

## Accidentes y Incidentes
20 de septiembre de 1969
El Douglas C-54 D XV-NUG colisionó con un McDonnell Douglas F-4 Phantom II de la Fuerza Aérea de los Estados Unidos. y se estrelló en un campo cerca de Da Nang, matando a 74 de las 75 personas a bordo y a dos personas en el campo; el Phantom pudo aterrizar de forma segura. El C-54 estaba operando en una ruta de vuelo desde Saigón-Da Nang, con una escala en Pleiku.  Cuando el Phantom recibió autorización del ATC de aterrizar en la pista 17R, el piloto del C-54, autorizado para aterrizar en la pista 17L, pensó que el mensaje estaba dirigido a su avión y giró a la derecha para aproximarse a la pista 17R. Esto puso al C-54 en la trayectoria del Phantom y los dos aviones chocaron.
5 de septiembre de 1973
Un Boeing 727-121C con matrícula XV-NJC, sufrió una explosión a 15 000 pies (4572,0 m) 15 minutos después del despegue de Bangkok, resultaron heridos dos pasajeros y una azafata; la aeronave pudo regresar y aterrizar sin problemas en Bangkok. Aunque se pensó que había explotado una bomba, una investigación de la Real Fuerza Aérea Tailandesa concluyó que una parrilla defectuosa en la cocina causó la explosión. Aunque el avión fue reparado y volvió a estar en servicio, fue dado de baja tras el secuestro y accidente del vuelo 706 en 1974.
15 de septiembre de 1974
Vuelo 706 - Le Duc Tan, un ranger del ejército de Vietnam del Sur que recientemente había sido degradado de capitán a teniente por el robo de dos automóviles en Da Nang, logró pasar los controles de seguridad con suavidad y secuestró el Boeing 727 en ruta de Da Nang-Saigón, intentando ir a Hanoi . El piloto explicó que no era posible y que era necesario detenerse en Phan Rang . Durante la aproximación, Tan detonó dos granadas de mano y el avión se estrelló al sobrepasar la pista en un intento de aterrizaje. Las 75 personas a bordo, incluidos 67 pasajeros y ocho miembros de la tripulación, murieron.
- Royal Air Cambodge
- Royal Air Lao